# 荒巻健二
荒巻 健二（あらまき けんじ、1952年 - ）は、日本の経済学者。東京大学名誉教授。専門は国際金融、日本経済。
財務省財務総合政策研究所特別研究官、東京女子大学特任教授を歴任した。

## 人物
1974年一橋大学社会学部卒業。1976年一橋大学法学部卒業。大蔵省に入省し、官僚としての道を歩み始める。
その後、オックスフォード大学に留学し、1980年 Master of Philosophy in Economics（経済学修士）の学位を取得している。
もともと一橋大学の卓球部出身でもあった彼は、この留学時代にオランダで開催された卓球の国際大会に出場し、そのプレイスタイルから『カミカゼケンジ』と渾名された。
長崎大学経済学部教授のときに研究や教育に関心を持つようになり、研究者としての道を歩み始め、2001年に京都大学で博士（経済学）の学位を取得している。
東京大学大学院総合文化研究科の教授在任中には、同氏は1年間のサバティカルでロンドン大学東洋アフリカ研究学院で客員講師も務めていた。

## 経歴
- 1952年 東京都八王子市で教員一家に生まれる（後年に府中市に転居する[4][2]）
- 1970年 東京都立立川高等学校卒業[1]
- 1974年 一橋大学社会学部卒業
- 1976年 一橋大学法学部卒業、大蔵省入省（国際金融局総務課[5]）
- 1980年 オックスフォード大学で Master of Philosophy in Economics（経済学修士）の学位を取得する
- 1980年7月 建設省住宅局住宅政策課出向
- 1982年 国税庁東京国税局町田税務署 署長[4]
- 1985年 大蔵省主税局国際租税課 課長補佐[5]
- 1987年 IMF財政局 エコノミスト
- 1992年8月 日本開発銀行人事部所属 調査役[5]
- 1993年3月 日本開発銀行人事部所属 参事役[5]
- 1996年7月 大蔵省国際金融局開発金融課 課長[5]
- 1997年7月1日 長崎大学経済学部 教授（出向·2年間）
- （不明）年 京都大学大学院法学研究科法政実務交流センター客員教授[2]
- 2001年
  - 1月6日 内閣府政策統括官付参事官（予算編成の基本方針担当）[6]
  - 10月 財務省関東財務局 金融安定監理官
  - 博士（経済学）（京都大学）
- （不明）年 国際協力銀行 (JBIC) 開発金融研究所 主任研究員
- 2004年7月1日 財務省 大臣官房付、東京大学大学院総合文化研究科 教授[7]
- 2006年 財務省財務総合政策研究所 次長
- 2007年 東京大学大学院総合文化研究科 教授[8]
- 2014年 ロンドン大学東洋アフリカ研究学院 客員講師[3]（1年間のサバティカル中）
- （不明）年 東京大学大学院総合文化研究科国際社会科学専攻 専攻長
- （不明）年 東京大学大学院総合文化研究科教育会議 議長
- 2017年4月1日 東京大学 定年退官、名誉教授[9]
  - 東京女子大学現代教養学部 特任教授
  - 財務総合政策研究所 特別研究官

## 著書
主著
- 荒巻健二『アジア通貨危機とIMF グローバリゼーションの光と影』日本経済評論社、1999年10月1日。ISBN 978-4-8188-1647-3。
- 荒巻健二「SDRM IMFによる国家倒産制度提案とその評価」（pdf）『開発金融研究所報』第15巻、国際協力機構JICA研究所、2003年3月1日。
- 荒巻健二「資本取引自由化のsequencing 日本の経験と中国への示唆」（pdf）『開発金融研究所報』第21巻、国際協力機構JICA研究所、2004年11月1日。
- 荒巻健二 (2006-01-01). “Sequencing of Capital Account Liberalization ‐ Japan's experiences and their implications to China” (pdf). Public Policy Review (The Australian National University) 2 (1).
- 荒巻健二「資本取引自由化と国際資本フロー 韓国,タイ,インドネシアのケース」（pdf）『フィナンシャル・レビュー』第93巻、財務省財務総合政策研究所、2009年3月1日。
- 荒巻健二「欧州ソブリン債務危機」『国際社会科学』第61巻、東京大学、2012年3月1日。
- 荒巻健二「[研究ノート資本流出型の国際金融危機に対する実効的な対応策のあり方]」『国際社会科学』第66巻、東京大学、2018年3月1日。
- 荒巻健二「ランプ台頭の経済的背景とその政策の評価」『国際社会科学』第66巻、東京大学、2018年3月1日。
- 荒巻健二 (2019-02-07). Japan’s Long Stagnation, Deflation, and Abenomics ‐ Mechanisms and Lessons. Palgrave Macmillan. ISBN 978-981-13-2175-7
- 荒巻健二『金融グローバル化のリスク 市場の不安定性にどう対処すべきか』日本経済新聞出版社、2018年4月20日。ISBN 978-4-532-13479-2。
- 荒巻健二『日本経済長期低迷の構造 30年にわたる苦闘とその教訓』東京大学出版会、2019年4月25日。ISBN 978-4-13-040286-6。

共著
- 渋谷博史、井村進哉、花崎正晴 編『アメリカ型経済社会の二面性 市場論理と社会的枠組』東京大学出版会、2001年9月10日。ISBN 978-4-13-040183-8。
- 黒岩郁雄 編『アジア通貨危機と援助政策 インドネシアの課題と展望』日本貿易振興機構(JETRO)アジア経済研究所〈経済協力シリーズ 195〉、2002年3月1日。ISBN 978-4-258-09195-9。
- 浦田秀次郎 編『グローバル化と日本経済』財務省財務総合政策研究所、勁草書房、2009年7月1日。ISBN 978-4-326-50321-6。
- 渋谷博史 編『アメリカ·モデルの企業と金融 グローバル化とITとウォール街』昭和堂〈アメリカ·モデル経済社会 10〉、2011年4月1日。ISBN 978-4-81221-131-1。
- 小川英治 編『中国資本市場の現状と課題 日中資本市場協力研究会リポート』資本市場研究会、財経詳報社、2013年12月1日。ISBN 978-4-88177-297-3。
- “Capital Account Liberalization in China: The Need for a Balanced Approach” (pdf). PARDEE CENTER TASK FORCE REPORT (ボストン大学). (2014-10-01).

## 註釈・出典
1. 1 2 3  「ニッタクニュース2012年01月号」『ニッタクニュース』、ジャスポ、2011年12月17日。
2. 1 2 3  石田淳「<送る言葉>荒巻健二先生を送る」『教養学部報』第587巻、東京大学。
3. 1 2  荒巻健二「熱心に学ぶ学生を生み出すものは何か 日英大学生雑感 (I)」『教養学部報』第578巻、東京大学。
4. 1 2  荒巻健二「着任のご挨拶」（pdf）『町田法人会報』第35巻、町田法人会、1982年10月1日、2頁。
5. 1 2 3 4 5  『大蔵省名鑑 1997年版』時評社、1996年発行、106頁
6. ↑  『官界，第5〜8号』行政問題硏究所、2001年発行、111頁
7. ↑  「人事異動(教官)」（pdf）『学内公報』第1287巻、東京大学。
8. ↑  「人事異動（教員）」（pdf）『学内公報』第1363巻、東京大学。
9. ↑  『平成29年度 東京大学名誉教授』（pdf）（プレスリリース）東京大学。2017年4月1日閲覧。